# Elezioni parlamentari in Albania del 1958
Le elezioni parlamentari nella Repubblica Popolare Socialista d'Albania del 1966 si tennero il 1º giugno. Il Fronte Democratico ottenne tutti i 188 seggi con oltre il 98% dei voti.  L'affluenza fu del 100%.

## Risultati
| Liste              | Voti    | %     | Seggi |
| ------------------ | ------- | ----- | ----- |
| Fronte Democratico | 778.812 | 98,82 | 188   |
| Contrari           | 9.311   | 1,18  | -     |
| Totale             | 788.123 |       | 188   |